# سييرا نوبل
سييرا نوبل هي كاتبة غنائية ومغنية كندية، ولدت في 20 فبراير 1990 في أوتاوا في كندا.

## وصلات خارجية
- الموقع الرسمي